# FN SLP
A FN SLP (de Self-Loading Police), é uma escopeta semiautomática de calibre 12 projetada e fabricada pela FN Herstal na Bélgica.

## Projeto
A FN SLP é uma escopeta operada a gás, foi introduzida em 2008 e foi nomeada "Shotgun of the Year 2009" pela revista American Rifleman.
A SLP tem um trilho Picatinny acessório (MIL-STD-1913) e é fornecida com miras de ferro ajustáveis; a SLP Standard tem um raio de visão de 447 ou 546 mm (17,6 ou 21,5 pol.), enquanto a Mark I tem um raio de visão de 457 mm (18 pol.). As escopetas SLP' têm um gatilho de 28 a 33 N (6,2 a 7,3 lbF). O botão de liberação da portadora da SLP está localizado na lateral da arma, abaixo da porta de ejeção. A segurança da arma está localizada atrás do gatilho. A FN afirma que a SLP é "capaz de disparar oito tiros em menos de um segundo". As escopetas SLP são enviadas com um dispositivo de trava e chaves, um cilindro melhorado "Standard Invector" e "chokes" modificados, uma chave de choke, dois pistões de válvula ativos (um para cargas pesadas e um para cargas leves), três "bochechas" de coronha intercambiáveis (apenas com o modelo tático), três batentes de coronha intercambiáveis (apenas com o modelo tático) e um manual do proprietário.
A FN SLP, aparentemente foi descontinuada no final de 2020 juntamente com vários outros produtos como pistolas e rifles.

## Variantes
A FN Herstal produz a FN SLP atualmente em cinco modelos diferentes:
- SLP Standard,
- SLP Mark I,
- SLP Tactical,
- SLP Competition
- SLP Mark I Tactical.